# Hypnum alternans
Hypnum alternans är en bladmossart som beskrevs av Bridel 1801. Hypnum alternans ingår i släktet flätmossor, och familjen Hypnaceae. Inga underarter finns listade i Catalogue of Life.